# Cryptophialus unguiculus
Cryptophialus unguiculus är en kräftdjursart som beskrevs av Philip Barry Tomlinson 1969. Cryptophialus unguiculus ingår i släktet Cryptophialus och familjen Cryptophialidae. Inga underarter finns listade i Catalogue of Life.